# Pañcatantra

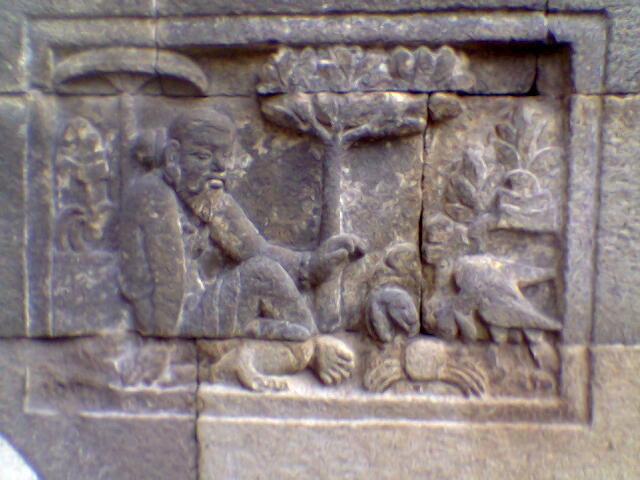
Een Pañcatantra reliëf op de Tjandi Mendoet, Midden-Java

De Pañcatantra ( Devanagari: पञ्चतन्त्र ) is een werk uit Kasjmir en werd geschreven in de eerste eeuwen van de jaartelling.

## Inleiding
De Pañcatantra vertelt het verhaal van een brahmaan, Vishnusarma genaamd, die de drie niet erg snuggere zonen van vorst Amarasakti onderricht in kennis van de wereld en levenskunst; meer specifiek: in de politiek en de staatkunde. De instructie bestaat uit vijf boeken en dat is ook de reden waarom het werk Pañcatantra heet (vijf lessen). Deze vijf delen vormen vijf verschillende aspecten van het onderricht door de Brahmaan.
In het Sanskriet-geschrift Tantrakhyāyika, dat wordt beschouwd als de oudst bewaarde versie van de Pañcatantra, zijn de delen:
1. Mitrabheda (vervreemding van vrienden)
2. Mitraprāpti (het winnen van vrienden)
3. Kākolūkīya (oorlog en vrede)
4. Labhdanāśa (teloorgang van gewin)
5. Aparīkşitakāritwa (onbezonnen daden).

Een bijzondere trek van de Pañcatantra is vooral dat het verhaal wordt verteld in de vorm van een raamvertelling, die vele fabels bevat. Zo'n raamvertelling wordt wel aangeduid met de technische term kathāmuka, en de verhalen zijn alle onderling verweven, waardoor een samenhangend geheel ontstaat. Van ieder verhaal, dat meestal in proza is, wordt de moraal samengevat in de vorm van een śloka, een kort gedicht in het Sanskriet dat een algemene waarheid bevat (aforisme).
Veel fabels zijn gebaseerd op de Boeddhistische jataka verhalen.

## Verspreiding
De oorspronkelijk in het Sanskriet geschreven Pañcatantra is wellicht een van de wijdst verspreide en meest vertaalde en bewerkte literaire uitingen ter wereld. Er bestaan ongeveer tweehonderd versies in vijftig talen. Die versies vindt men van het uiterste oosten tot het uiterste westen van de Oude Wereld, van Indonesië tot IJsland. Een ding is zeker: het werk heeft bij de verspreiding vele veranderingen ondergaan door het proces van vertaling en bewerking.

### Verspreiding in westelijke richting

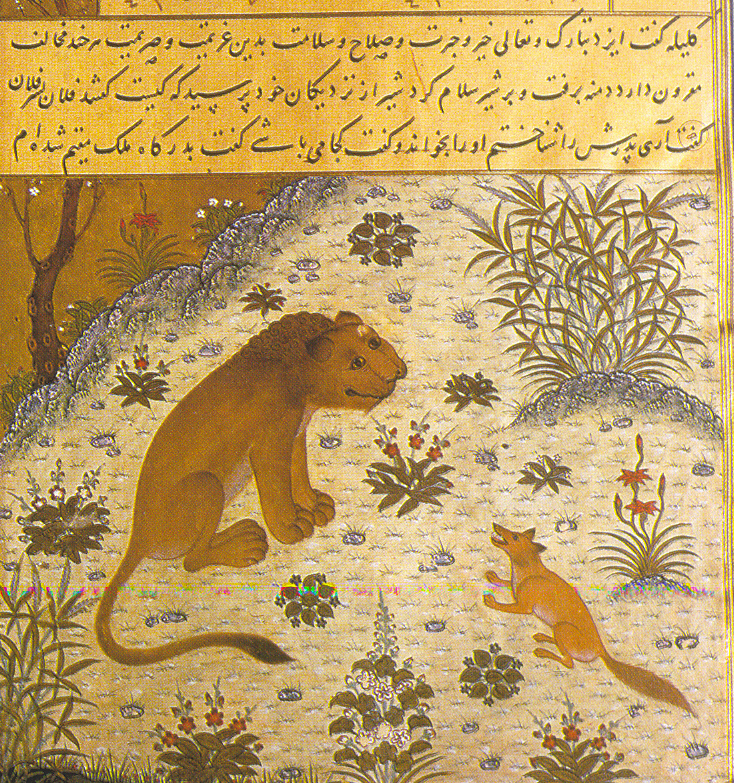
Kelileh va Demneh
15e-eeuws Perzisch handschrift, collectie Topkapi Museum (Istanboel)

De Pañcatantra-versies vonden dus wijde verspreiding over de Oude Wereld: Azië, het Midden-Oosten inclusief Noord-Afrika, en Europa. Behalve dat het werk werd vertaald in vele Indiase talen, ontstonden er bij de verspreiding naar het Westen versies in onder andere het Perzisch, het Hebreeuws, het Aramees (Syrisch), het Arabisch, het Turks en in vele West-Europese talen, zoals het Frans en het Nederlands.
In Perzië is het werk zelfs tweemaal vertaald; eerst rond het jaar 570, toen Burzoë, lijfarts van de Perzische koning Sjah Anusjirwan, het uit het Sanskriet in het Oud-Perzisch (of Pahlevi) vertaalde. Deze Perzische vertaling draagt de titel Karataka wa Damanaka en werd doorvertaald in het Syrisch (Aramees), vervolgens uit het Syrisch in het Arabisch. Deze Arabische versie wordt tegenwoordig Kalilaq wa Damanaq genoemd, of het verhaal van Kalilah en Daminah. Vanuit deze Arabische versie werd weer een vertaling in het Perzisch gemaakt, welke versie op haar beurt in het Turks werd vertaald. De Turkse vertaling is van belang omdat dit de versie is die naar West-Europa werd overgebracht.
De beroemde 17e-eeuwse Franse fabeldichter Jean de La Fontaine, die in de jaren 1692—1694 zijn twaalfdelige Fables schreef, nam daarin ook verhalen uit de Pañcatantra op. Deze verhalen zouden zijn geschreven door een Brahmaan genaamd Bidpay of Pilpay. Mogelijk is dit een verbastering van het Sanskriet widyapati, dat “vorst der kennis” betekent.
Van de Arabische versie van de Pañcatantra, de Kalilah en Daminah, is weer een vertaling in het Maleis gemaakt via het Perzisch. Vervolgens is er uit het Maleis weer een vertaling in het Javaans. Maar ook vanuit Europa is het verhaal van Kalilah en Daminah naar Zuidoost-Azië overgebracht en er is door J.R.P.F. Gonggrijp in de tweede helft van de 19e eeuw weer een vertaling in het Maleis van gemaakt.

### Verspreiding in oostelijke richting
Daarmee was de cirkel gesloten, want de Pañcatantra was ook rechtstreeks uit India oostwaarts gebracht, allereerst naar Zuidoost-Azië, waar verschillende versies worden aangetroffen. Er zijn versies bekend in het Thai, het Laotiaans en in verschillende talen van Indonesië. Behalve in het Javaans en Maleis zijn er ook versies in het Balinees, het Madoerees en mogelijk het Oud-Soendanees. De versies in het Oud-Javaans, het Thai en het Laotiaans vertonen grote overeenkomst in structuur met een Zuid-Indiase Sanskriet-versie van de Pañcatantra, de Tantropāhkyāna genaamd. Zelfs vele śloka's (Sanskriet-aforismen) in de Oud-Javaanse prozaversie vertonen veel gelijkenis met die uit de Tantropāhkyāna.
De bewaardgebleven versie van de Tantropāhkyāna is onvolledig. De raamvertelling of kathāmuka is niet meer te onderkennen, en van de vier boeken die er zouden moeten zijn, zijn er slechts drie bewaard gebleven. Hoewel deze versie niet compleet is, kan toch uit een vergelijking met een Tamil-versie en met verwante Zuidoost-Aziatische versies worden opgemaakt dat de structuur van deze Tantropāhkyāna nogal verschilt van die van de Tantrakhyāyika die hierboven werd besproken. Ook de verhalen zijn anders. De 
Tantropahkyana bestaat niet uit vijf, maar slechts uit vier boeken, die ook andere titels dragen:
1. Nandakaprakaraņa (verhaal van een koe)
2. Maņd.ūkaprakaraņa (verhaal van de kikker)
3. Pakşiprakaraņa (verhaal van de vogels)
4. Piśacaprakaraņa (verhaal van de pisaca, een soort reuzen).

Voorts is ook de kathāmuka of raamvertelling anders. Terwijl in de Tantrakhyāyika zoals gezegd, sprake is van een Brahmaan die drie domme prinsen wil onderrichten in de politiek, vormt in de andere, met de Tantropahkyāna verwante versies, de raamvertelling het verhaal van een koning die iedere avond wil huwen, overeenkomstig het verhaal van de Duizend-en-één nacht. Hierbij moet worden aangetekend dat in het enige handschrift van de Tantropāhkyāna dit verhaal niet is bewaard gebleven. In de Tantri Kamāndaka, zoals de tekst in het Oud-Javaans heet, wordt deze kathāmuka de Wiwahasarga genoemd, letterlijk “het huwelijksverhaal”.

## Reliëfbeelden van de Pañcatantra
De Pañcatantra-verhalen worden ook vaak in de vorm van reliëfbeelden aangetroffen. Onder meer op Java zijn er veel van. Tjandi's (Hindoe-javaanse heiligdommen) waar zij te vinden zijn, zijn onder meer Tjandi Mendoet, Tjandi Sojiwan, Tjandi Penataran en Tjandi Djago.

## Nederlandse vertalingen
- H.G. van der Waals, Pañcatantra. Arische levenswijsheid uit het oude Indië. Novellen, vertellingen, fabelen, 3 dln., Leiden, J.M.N. Kapteyn, 1895-1897 (vertaald uit de grondtekst, illustraties Theo van Hoytema)
- Rudi Jansma, Panchatantra. Het klassieke boek met fabels uit India, 1992 (uit de Engelse vertaling van Arthur W. Ryder)